# Flóra Bolonyai
Flóra Bolonyai (Budapeste, 5 de abril de 1991) é uma jogadora de polo aquático húngara.

## Carreira
Bolonyai fez parte da equipe da Hungria que finalizou na quarta colocação nos Jogos Olímpicos de 2012, em Londres.